# Etwas (Band)
Etwas war eine deutsche Pop-Punk-Band aus Sachsen.

## Geschichte
Gegründet wurde die Band im Jahr 2001 in der Nähe von Leipzig unter dem Namen „Suckerface“, welcher jedoch schon bald in „Etwas“ geändert wurde. Waren die Texte der Band zu Beginn noch in englischer Sprache verfasst, wurden später deutschsprachige Texte bevorzugt. Etwas bestand aus Sidney „Sid“ Nevermind (eigentlich Pauline Künzel, Tochter des Prinzen-Sängers Tobias Künzel) und Stefan Römisch. Auf ihrer Deutschland-Tournee im Jahr 2004 wurde die Band von drei weiteren Musikern (Jörg Dudda, Christian Günther und Christoph Gentsch) begleitet. Das Album Zu viel wurde von Annette Humpe produziert und bei Motor Music veröffentlicht. Im Jahr 2006 löste sich die Band auf.

## Diskografie

### Alben
- 2004: Zu viel (Motor Music / Universal)

### Singles
- 2003: Ich zieh mich vor dir aus
- 2004: Halt mich
- 2004: Immer das Selbe